# Lets voetballer van het jaar
De verkiezing tot Lets voetballer van het jaar is een voetbalprijs die sinds 1992 wordt uitgereikt aan de beste voetballer uit Letland. De organisatie van de jaarlijkse uitverkiezing is in handen van de Letse voetbalbond, de Latvijas Futbola Federācija (LFF).

## Voetballer van het jaar
| Jaar | Lets voetballer van het jaar | Lets voetballer van het jaar  |
| Jaar | Winnaar                      | Club(s)                       |
| ---- | ---------------------------- | ----------------------------- |
| 1992 | Ainārs Linards               | Olimpija Liepājas / Örebro SK |
| 1993 | niet uitgereikt              | niet uitgereikt               |
| 1994 | Vladimirs Babičevs           | Skonto FC                     |
| 1995 | Vitālijs Astafjevs           | Skonto FC                     |
| 1996 | Vitālijs Astafjevs           | Skonto FC                     |
| 1997 | Jurijs Ševļakovs             | Skonto FC                     |
| 1998 | Mihails Zemļinskis           | Skonto FC                     |
| 1999 | Marian Pahars                | Southampton                   |
| 2000 | Marian Pahars                | Southampton                   |
| 2001 | Marian Pahars                | Southampton                   |
| 2002 | Juris Laizāns                | CSKA Moskou                   |
| 2003 | Māris Verpakovskis           | Skonto FC                     |
| 2004 | Māris Verpakovskis           | Dinamo Kiev                   |
| 2005 | Igors Stepanovs              | Grasshoppers                  |
| 2006 | Aleksandrs Koļinko           | Roebin Kazan                  |
| 2007 | Vitālijs Astafjevs           | Skonto FC                     |
| 2008 | Andris Vaņins                | FK Ventspils                  |
| 2009 | Kaspars Gorkšs               | Queens Park Rangers           |
| 2010 | Kaspars Gorkšs               | Queens Park Rangers           |
| 2011 | Aleksandrs Cauņa             | CSKA Moskou                   |
| 2012 | Aleksandrs Cauņa             | CSKA Moskou                   |
| 2013 | Andris Vaņins                | FC Sion                       |
| 2014 | Aleksandrs Koļinko           | Baltika Kaliningrad           |
| 2015 | Andris Vaņins                | FC Sion                       |
| 2016 | Andris Vaņins                | FC Sion / FC Zürich           |
| 2017 | Andris Vaņins                | FC Zürich                     |
| 2018 | Dāvis Ikaunieks              | FC Vysočina Jihlava           |
| 2019 | Pāvels Šteinbors             | Arka Gdynia                   |
| 2020 | Pāvels Šteinbors             | Jagiellonia Białystok         |

Azerbeidzjan · België (HLN · PL) · Bosnië-Herzegovina · Bulgarije · Denemarken · Duitsland · Engeland (PFA · FWA) · Estland · Finland · Frankrijk (FF · UNFP) · Georgië · Gibraltar · Griekenland · Hongarije · Ierland · Israël · Italië · Kazachstan · Kosovo · Kroatië · Letland · Liechtenstein · Litouwen · Luxemburg · Malta · Moldavië · Nederland · Noord-Macedonië · Noorwegen · Oekraïne · Oostenrijk · Polen · Portugal (CNID · PGB) · Roemenië · Rusland ("Futbol" · "Sport-Express") · Schotland (SPFA · SFWA) · Servië · Slowakije · Sovjet-Unie · Spanje (TADS · PDB · LFP) · Tsjechië (ČMFS · KSN) · Wit-Rusland · Zweden · Zwitserland